# 爱知新城大谷大学短期大学部
爱知新城大谷大学短期大学部（日语：／ Aichi Shinshiro Otani Daigaku Tanki Daigakubu *），简称新城大谷短大，是过去一所位于日本爱知县新城市的私立短期大学。前爱知新城大谷短期大学（日语：／ Aichi Shinshiro Otani Tanki Daigaku *）。

## 概要

### 简介
- 源流成立于1827年[1]。短期大学为于1999年开办、由学校法人尾张学园经营、来源于亲鸾的净土真宗、由于佛教系短期大学之一。招生到于2009年[2]、停办于2011年。为男女同校从开办。

### 历史
- 1999年 爱知新城大谷短期大学成立并同时设置一个学科即社会福利学科。有两个专攻、以下列举。
  - 人类福利专攻（招生到于2003年）
  - 护理福利专攻（改编为护理福利学科于2004年）
- 2004年 改校名为愛知新城大谷大学短期大学部。
- 2009年 招生最后、次年停止招生（正式停办于2011年5月2日以后[2]）。

## 学校环境
- 校区：在爱知县新城市

## 历任校长
- 清水秀美：最后短期大学校长[2]

## 组织

### 学科
- 护理福利学科

### 前学科
| - 社会福利学科 - 人类福利专攻 - 护理福利专攻 |

### 专科
| - 没有 |

### 业余课程
| - 没有 |

## 相关链接
- 日本短期大学列表
- 九州大谷短期大学
- 札幌大谷大学短期大学部
- 大谷大学短期大学部